# Carlos Saura
Carlos Saura Atarés, född 4 januari 1932 i Huesca i Aragonien, död 10 februari 2023 i Madrid, var en spansk filmregissör och manusförfattare.

## Biografi
Saura föddes i en konstnärlig familj. Brodern, Antonio Saura, var målare och modern var pianist. Saura avlade regissörsexamen i Madrid 1957.
I sina filmer förenar Saura socialpolitiskt engagemang med ett av Buñuel påverkar surrealistiskt symbolspråk. Bland hans filmer, som är starkt tids- och ödemättade, märks Glömskans trädgård (1970), Ana och vargarna (1972), Kusin Angélica (1974) och Ana (1975). I de tre senare spelas huvudrollen av regissörens hustru, Geraldine Chaplin.
Carlos Saura har förärats en rad internationella filmpriser.

## Filmografi
- 1956 - El pequeño río Manzanares
- 1957 - La tarde del domingo
- 1958 - Cuenca
- 1960 - Los golfos
- 1964 - Llanto por un bandido
- 1966 - La caza
- 1967 - Peppermint Frappé
- 1968 - Stress-es tres-tres
- 1969 - La madriguera
- 1970 -  Glömskans trädgård (El jardín de las delicias)
- 1973 - Ana och vargarna (Ana y los lobos)
- 1974 - Kusin Angelica (La prima Angélica)
- 1976 - Ana (Cría cuervos)
- 1977 - Elisa, vida mía
- 1978 - Los ojos vendados
- 1979 - Mamá cumple cien años
- 1981 - Bråttom, bråttom (Deprisa, deprisa)
- 1981 - Blodsbröllop (Bodas de sangre)
- 1982 - Dulces horas
- 1982 - Antonieta
- 1983 - Carmen Carmen
- 1984 - Los zancos
- 1986 - El amor brujo
- 1988 - El Dorado
- 1989 - La noche oscura
- 1990 - ¡ Ay, Carmela! - En spansk historia (¡Ay, Carmela!)
- 1992 - El Sur (TV)
- 1992 - Maratón
- 1992 - Sevillanas
- 1993 - Skjut! (¡Dispara!)
- 1995 - Flamenco
- 1996 - Taxi
- 1997 - Pajarico
- 1998 - Esa luz!
- 1998 - Tango
- 1999 - Goya (Goya en Burdeos)
- 2001 - Buñuel y la mesa del rey Salomón
- 2002 - Salomé
- 2004 - El séptimo día
- 2005 - Iberia
- 2007 - Fados
- 2009 - Io, Don Giovanni

[uppföljning saknas]